# Falls City (Texas)
Pour les articles homonymes, voir Falls City.
Falls City est une ville située au nord-ouest du comté de Karnes, au Texas, aux États-Unis,.

## Démographie
Lors du recensement de 2010, la ville comptait une population de 611 habitants. Elle est estimée, en 2016, à 656 habitants.

### Source de la traduction
- (en) Cet article est partiellement ou en totalité issu de l’article de Wikipédia en anglais intitulé « Falls City, Texas » (voir la liste des auteurs).